# Belobranchus
Belobranchus is een monotypisch geslacht van straalvinnige vissen uit de familie van slaapgrondels (Eleotridae).

## Soort
- Belobranchus belobranchus (Valenciennes, 1837)